# 埃尔什泰因
埃尔什泰因（法語：Erstein，法語發音：[ɛʁʃtain] ⓘ）是法国下莱茵省的一个市镇，位于该省中南部，属于塞莱斯塔-埃尔什泰因区。

## 地名
由于语源问题，该地名“Erstein”拼读方式不符合法语正字法，其标准发音为[ɛʁʃtain]，根据实际发音其应译作“埃尔什泰因”，《世界地名翻译大辞典》与《世界地名译名词典》将其纯按法汉译音表误译作“埃尔斯坦”。

## 地理
埃尔什泰因（48°25'19"N, 7°39'40"E）面积36.22 平方千米，位于法国大東部大區下莱茵省，该省份为法国大陆部分最东部的省份，是阿尔萨斯的一部分，今与上莱茵省组成了阿尔萨斯欧洲集体，其南至上莱茵省，西南接孚日省和默尔特-摩泽尔省，西接摩泽尔省，北与德国接壤。
与埃尔什泰因接壤的市镇（或旧市镇、城区）包括：盖尔斯泰姆、博尔瑟奈姆、利梅尔桑、诺尔杜斯、奥斯图斯、普洛布赛姆、斯沙埃弗尔桑、迈森海姆、施瓦瑙、诺伊里德。
埃尔什泰因的时区为UTC+01:00、UTC+02:00（夏令时）。

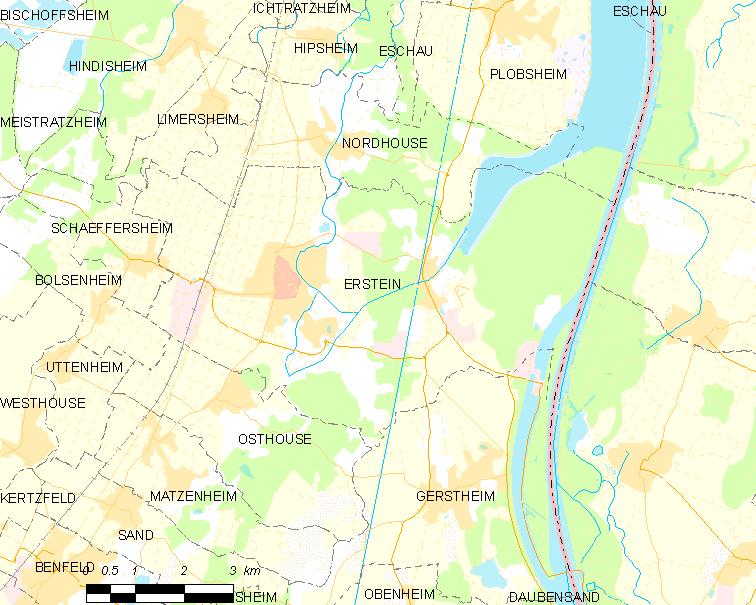
埃尔什泰因的OSM定位图

## 行政
埃尔什泰因的邮政编码为67150，INSEE市镇编码为67130。

## 政治
埃尔什泰因所属的省级选区为埃尔什泰因区。

## 人口

1962-2008年间埃尔什泰因人口变化图示

埃尔什泰因于2022年1月1日时的人口数量为11076人。